# Harley Morenstein
Harley Morenstein (nacida el 20 de julio de 1985) es una personalidad de Internet canadiense. Cocreó, produce y presenta el programa de YouTube Epic Meal Time y su serie derivada de televisión, para FYI, Epic Meal Empire. También dirige un canal de vlogs. Es uno de los dos miembros originales restantes del programa junto con Ameer Atari.

## Vida y carrera
Morenstein nació de padres judíos-canadienses de habla inglesa en Montreal, Quebec. Asistió a la Universidad Dawson. Fue profesor suplente durante varios años en la Academia Lakeside de Lachine, enseñando historia. Morenstein reside actualmente en Montreal.

## Carrera en internet

### EpicMealTime
En 2010 cocreó Epic Meal Time con Sterling Toth. El canal tiene más de 6 millones de suscriptores y más de 300 entregas, 2 spin-offs y ha contado con estrellas invitadas como Seth Rogen, Smosh, Tony Hawk, Arnold Schwarzenegger y Kevin Smith, quien dirigió la película Tusk, en la que Morenstein había un cameo. Produce el programa con su hermano, Darren Morestein, bajo el nombre de la empresa Nexttime Productions. Protagonizó la adaptación televisiva del programa llamado Epic Meal Empire en FYI, que duró dos temporadas. 

### Carrera en el vlogueo

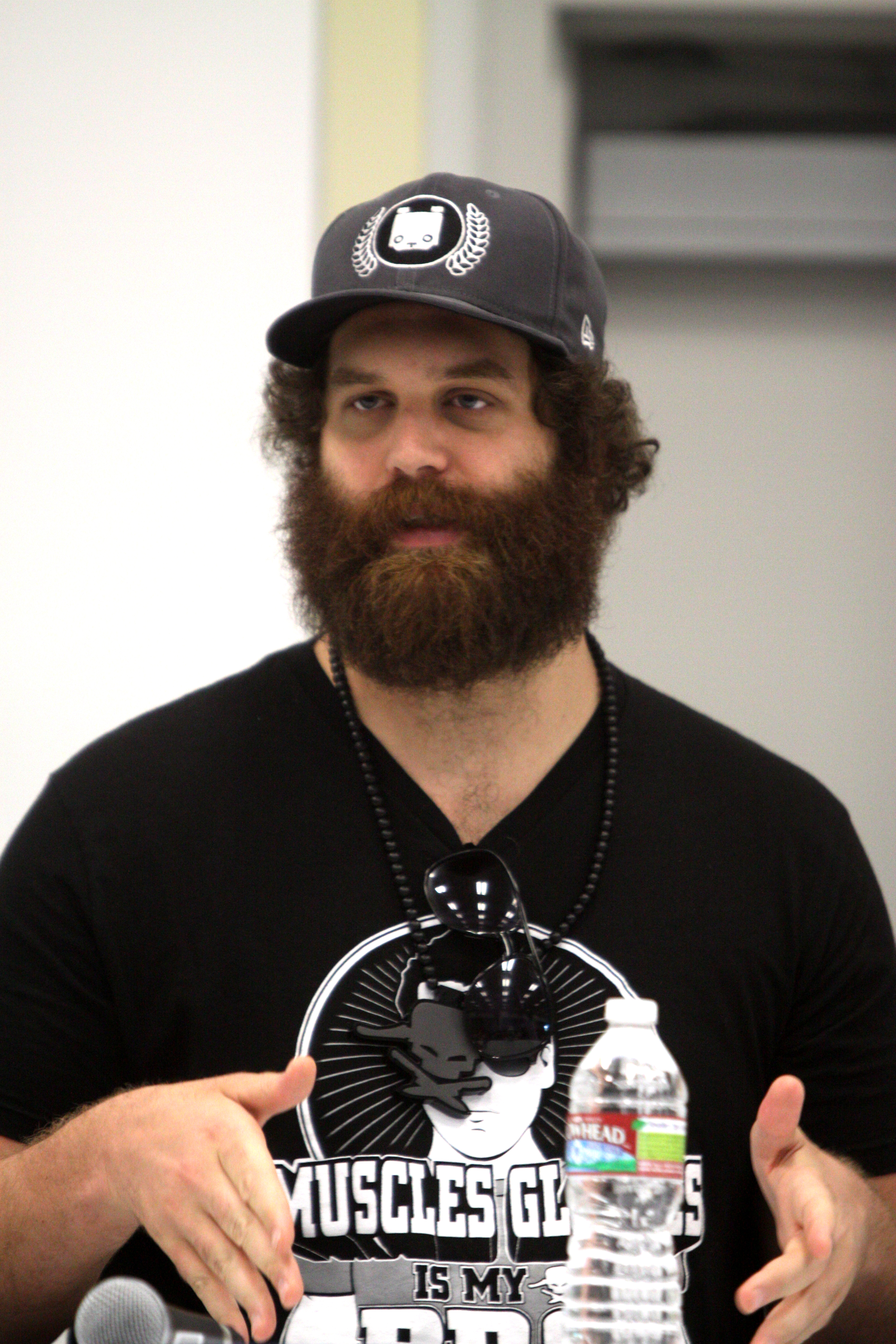
Morestein en VidCon en 2012

Morenstein se hizo famoso en Vine en 2013 con su Vine sobre el afeitado de la barba. Desde entonces, ha prevalecido en Vine, y en 2015, después de hacer Vlogging esporádicamente en YouTube desde 2014, comenzó a hacer Vlogging a tiempo completo, con videos en los que aparecían su novia (aunque desde entonces se separaron amistosamente a partir de 2019), perro, y los demás miembros de EpicMealTime. Ha conseguido casi 300.000 suscriptores en su canal de vlogs. EpicMealTime. Ha conseguido casi 300.000 suscriptores en su canal de vlogs. 

## Carrera en la actuación
Morenstein apareció en una de las canciones de Destorm llamada "Epic wRap", que se subió a YouTube el 18 de diciembre de 2011. También ha aparecido en la serie web de vídeos de la celebridad de YouTube Freddie Wong , Video Game High School, y apareció con Shane Dawson en un comercial de Just Dance 4.
Después de que Kevin Smith apareció en un episodio del programa y en un episodio del programa de televisión, le ofreció a Morenstein un cameo en su película Tusk, al que siguió un cameo en Yoga Hosers. También protagonizó la parte de Smith de la película antológica Holidays. Es uno de los papeles principales en el desenlace de Smith en la trilogía de terror canadiense, Moose Jaws. Morenstein participó en la película de zombis de 2015 Dead Rising: Watchtower. Tuvo un papel invitado en un episodio de Game Shakers de Nickelodeon, en su primer papel televisivo. Morenstein también hizo un cameo al final del vídeo musical "Rub Some Bacon On It" de Rhett y Link en 2012, así como en el sketch del dúo de 2015 "The Overly Complicated Coffee Order".
En octubre de 2017, apareció como presentador de la serie especial de Food Network Halloween Wars: Hayride of Horror.

## Filmografía

### Películas
| Año  | Título                  | Papel                      | Notas        |
| ---- | ----------------------- | -------------------------- | ------------ |
| 2012 | Sync                    | Ghost                      |              |
| 2013 | M Is for Misotheism     | Bum                        | Cortometraje |
| 2014 | HOBOrculosis            | Epic Hobo                  | Cortometraje |
| 2014 | Tusk                    | Agente fronterizo          |              |
| 2015 | Dead Rising: Watchtower | Pyro                       |              |
| 2015 | Smosh: The Movie        | Cartero                    |              |
| 2016 | Yoga Hosers             | Hombre del papel higiénico |              |
| 2016 | Holidays                | Ian                        |              |

### Televisión
| Año  | Título                           | Papel          | Notas                                       |
| ---- | -------------------------------- | -------------- | ------------------------------------------- |
| 2011 | The Tonight Show with Jay Leno   | Él mismo       | con el reparto de Epic Meal Time            |
| 2013 | AXS Live                         | Él mismo       |                                             |
| 2013 | La Naranja Molesta               | Cabbage (voz)  | Episodio: "Everybody Loves Cabbage"         |
| 2014 | Epic Meal Empire                 | Él mismo       | 12 episodios, también productor ejecutivo   |
| 2014 | @midnight                        | Él mismo       | Concursante, con Hannah Hart y Grace Helbig |
| 2014 | Ridiculousness                   | Él mismo       | 1 episodio, invitado                        |
| 2016 | Game Shakers                     | Big Vicious    | 1 episodio, invitado                        |
| 2017 | Halloween Wars Hayride of Horror | Presentador    |                                             |
| 2019 | Corner Gas Animated              | Él mismo (voz) | Episodio: "Tag You're I.T."                 |

### Series web
| Año           | Título                 | Papel              | Notas                                                             |
| ------------- | ---------------------- | ------------------ | ----------------------------------------------------------------- |
| 2010-presente | Epic Meal Time         | Él mismo           | También creador, productor y escritor.                            |
| 2013          | TableTop               | Él mismo           |                                                                   |
| 2012-2014     | Video Game High School | Dean Ernie Calhoun | De la temporada 1 (episodio 1) a la temporada 3 (último episodio) |